# Соловьёв, Николай Константинович
Николай Константинович Соловьёв (26 апреля 1901 — 1966) — генерал-майор инженерно-артиллерийской службы ВС СССР, генерал бригады Народного Войска Польского.

## Биография
В годы Великой Отечественной войны нёс службу в составе инженерных войск, 7 июня 1943 года приказом Совета Народных Комиссаров произведён в генерал-майоры. 5 ноября 1944 года направлен в Народное Войско Польское начальником департамента вооружения Министерства национальной обороны, с 1945 года начальник департамента снабжения артиллерии. 11 мая 1945 года указом Государственного народного совета награждён орденом «Крест Грюнвальда» III степени с формулировкой за героические усилия и деяния, совершённые в борьбе с немецкими захватчиками. Службу в Польше завершил 12 февраля 1946 года.
Отмечен также орденом Ленина, двумя орденами Красного Знамени, а также многочисленными советскими и иными медалями.